# Juanito Oiarzabal

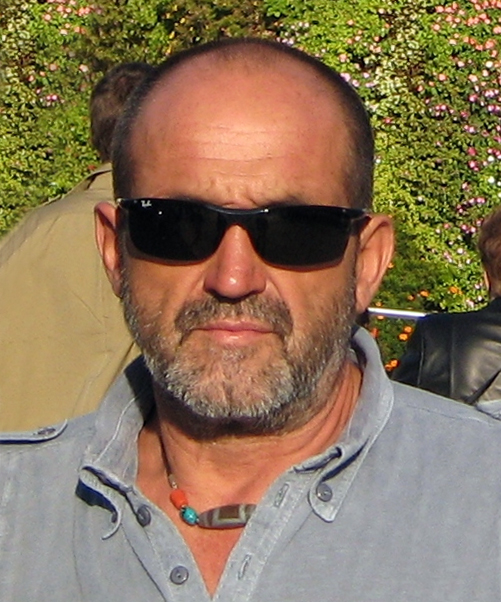
Juanito Oiarzabal (2007)

Juan Eusebio „Juanito“ Oiarzabal (* 30. März 1956 in Vitoria-Gasteiz, Spanien) ist ein spanischer Extrembergsteiger.
Er war der sechste Mensch, der alle 14 Achttausender bestieg, und der dritte, der dies ohne zusätzlichen Sauerstoff schaffte. Mittlerweile stand er 26-mal auf dem Gipfel eines Achttausenders.
Sein Ziel ist es, alle Achttausender mindestens zweimal zu besteigen. Dazu fehlt ihm noch die zweite Besteigung von Broad Peak, Dhaulagiri, Nanga Parbat und Shisha Pangma.

## Besteigungen der Achttausender
| Datum | Berg           | Anmerkung                      |
| ----- | -------------- | ------------------------------ |
| 1985  | Cho Oyu        | Gipfel                         |
| 1987  | Gasherbrum II  | Gipfel                         |
| 1987  | Hidden Peak    | Erreichte Höhe: 6800 m         |
| 1988  | Kangchendzönga | Erreichte Höhe: 8000 m         |
| 1989  | Makalu         | Erreichte Höhe: 8350 m         |
| 1990  | Mount Everest  | Erreichte Höhe: 8300 m         |
| 1991  | Kangchendzönga | Erreichte Höhe: 8400 m         |
| 1992  | Nanga Parbat   | Gipfel                         |
| 1993  | Mount Everest  | Gipfel                         |
| 1994  | K2             | Gipfel, Cesen-Route            |
| 1995  | Makalu         | Gipfel                         |
| 1995  | Lhotse         | Gipfel                         |
| 1995  | Broad Peak     | Gipfel                         |
| 1996  | Kangchendzönga | Gipfel                         |
| 1997  | Manaslu        | Gipfel                         |
| 1997  | Hidden Peak    | Gipfel                         |
| 1998  | Dhaulagiri     | Gipfel                         |
| 1998  | Shisha Pangma  | Gipfel                         |
| 1999  | Annapurna      | Gipfel                         |
| 2000  | Mount Everest  | Erreichte Höhe: 8700 m         |
| 2001  | Mount Everest  | Gipfel                         |
| 2002  | Cho Oyu        | Gipfel                         |
| 2002  | Makalu         | Erreichte Höhe: 7600 m         |
| 2003  | Broad Peak     | Winter. Erreichte Höhe: 6900 m |
| 2003  | Gasherbrum II  | Gipfel                         |
| 2003  | Hidden Peak    | Gipfel                         |
| 2003  | Cho Oyu        | Gipfel                         |
| 2003  | Cho Oyu        | Gipfel                         |
| 2004  | K2             | Gipfel                         |
| 2008  | Makalu         | Gipfel                         |
| 2009  | Kangchendzönga | Gipfel                         |
| 2010  | Annapurna      | Gipfel                         |
| 2011  | Lhotse         | Gipfel                         |
| 2011  | Manaslu        | Gipfel                         |
| 2012  | Shisha Pangma  | Erreichte Höhe: knapp 8000 m   |

## Publikationen
Oiarzabal schreibt Bücher über das Bergsteigen. Auf Deutsch erschienen ist bisher:
- Juanito Oiarzabal u. a.: Berge der Welt, Delius Klasing Verlag, ISBN 978-3-7688-1948-0